# Loi visant à protéger la rémunération des agriculteurs
Lire en ligne

Sur Légifrance

La loi du 18 octobre 2021 visant à protéger la rémunération des agriculteurs, couramment appelée « loi EGalim 2 » est une loi française visant à améliorer la rémunération des agriculteurs. Elle est adoptée par le Parlement le 14 octobre 2021 et promulguée le 18 octobre 2021.
La loi succède à la loi pour l'équilibre des relations commerciales dans le secteur agricole et alimentaire et une alimentation saine, durable et accessible à tous (dite  « loi EGalim »), adoptée en octobre 2018 à l'issue des États généraux de l'alimentation (EGA) lancés en 2017.

## Historique

### Rapport Papin
La mise en œuvre de la loi EGAlim 1 aboutit au constat que des contournements de la loi ont été rendus possibles par certaines failles dans le texte. En octobre 2020, le ministre de l'Agriculture, Julien Denormandie, commande à Serge Papin, ancien président de Système U, un rapport pour trouver des solutions aux déséquilibres de la répartition de valeur, non réglés par la loi Egalim. Le rapport est remis au gouvernement le 25 mars 2021.

### Proposition de loi
La loi trouve son origine dans une proposition de loi portée par Grégory Besson-Moreau, au nom de la commission des Affaires économiques de l'Assemblée nationale, et déposée le 4 mai 2021 au bureau de l'assemblée. La proposition reprend certaines propositions du rapport Papin.

### Débats et adoption
La proposition est adoptée à l'unanimité, après engagement de la procédure accélérée, le 24 juin 2021. Le texte est ensuite discuté au Sénat le 21 et 22 septembre 2021, date à laquelle il est adopté. L'Assemblée nationale retrouve le texte modifié par les sénateurs et organise un nouveau débat le 6 octobre, date à laquelle le texte est adopté. Une commission mixte paritaire ayant alors été mise en place, le texte est également adopté par le Sénat, le 14 octobre 2021.

## Contenu

### Contractualisation entre producteur et acheteur
La loi généralise et rend légalement obligatoire, à partir de 2023, la conclusion d'un contrat écrit pour que la vente d'un produit agricole ait lieu. La mesure a vocation à protéger les producteurs face aux acheteurs de la grande distribution. Une dérogation demeure possible dans le cadre d'un accord interprofessionnel étendu.

### Tunnel de prix
La loi met en place une expérimentation sur cinq ans appelé « tunnel de prix ». Les contrats de vente doivent respecter une borne maximale et minimale de variation du prix convenu. Lorsqu'un vendeur ou acheteur de produit agricole manque aux obligations du tunnel, une amende administrative (plafonnée à 2 % du chiffre d'affaires hors taxes du dernier exercice) est décidée.

### Mécanisme de révision automatique du prix
La loi prévoit également un mécanisme de révision automatique du prix. Lorsque le prix est fixe, ce mécanisme entre en jeu pour modifier la détermination du prix en prenant en compte des variables tels que le coût de production et le prix de marché.

### Rémunérascore
La loi ouvre la possibilité d'expérimenter un « rémunérascore », c'est-à-dire un affichage indiquant au consommateurs les modalités de rémunération du producteur à l'origine du produit acheté.

### Accroissement de l'information relative à l'origine des produits
Des décrets fixeront des obligations spécifiques d'information sur certains produits (cacao, gelée royale, miels, bières, vins servis en restauration hors foyer). Les établissements sans salle de consommation sur place, ou qui ne proposent que des plats à emporter ou à livrer, ont désormais également des obligations d'étiquetage au sujet de l'origine de viandes.
Aussi, la loi rend susceptible d'une amende d'afficher un drapeau français ou un symbole officiel équivalent sur un produit dont l'ingrédient principal n'a pas une origine française.

## Décrets d'application
La loi dispose d'une dizaine de décrets d'application qui viennent préciser des dispositions de la loi. Le décret n° 2021-1416 du 29 octobre 2021 d’entrée en vigueur anticipée pour certaines filières de la contractualisation écrite obligatoire, par exemple, précise les produits qui font l'objet d'une mise en œuvre anticipée de l'obligation de contractualisation écrite inscrite dans la loi. Un décret n° 2021-1801 du 24 décembre 2021 vient fixer les seuils de chiffre d’affaires annuel en dessous desquels la contractualisation écrite n’est pas obligatoire. 
Le sénateur Cédric Perrin, dans une question écrite au gouvernement de décembre 2022, fait remarquer au ministère de l'Agriculture que plusieurs décrets d'application non-optionnels n'ont, à cette date, pas été pris par le gouvernement. En janvier 2023, Annick Billon fait remarquer dans une autre question écrite que seuls huit décrets, sur les seize prévus, ont été publiés.

## Postérité
La loi Egalim II fait l'objet de modifications et de précisions par la loi tendant à renforcer l'équilibre dans les relations commerciales entre fournisseurs et distributeurs du 30 mars 2023. Elle complète notamment les dispositions relatives à la transparence de l'origine des produits.